# Мэтчефтс, Джон
Джон Питер «Джонни» Мэтчефтс (англ. John Peter "Johnny" Matchefts, 18 июня 1931, Эвлет, штат Миннесота, США — 10 ноября 2013, Колорадо-Спрингс, штат Колорадо, США) — американский хоккеист, серебряный призёр зимних Олимпийских игр в Кортина-д’Ампеццо (1956).

## Спортивная и тренерская карьера
Выступал за хоккейную команду старшей школы Эвлета, с которой выиграл три чемпионата штата подряд. В 1948 г. в возрасте 16 лет он попал на предварительный отбор сборной США к зимним Олимпийским играм в Санкт-Морице (1948). Поступив в университет штата Мичиган, вместе с клубом Michigan Wolverines трижды выигрывал первенство NCAA. В 1951 и 1953 гг. входил в символическую команду (All-American First Team), а в 1953 г. был признан самым выдающимся игроком студенческой лиги. За это время он забил в общей сложности 57 шайб и сделал 74 результативные передачи.
По окончании университета в 1953 г. служил в морской пехоте. В это время участвовал со сборной США в чемпионатах мира в ФРГ (1955) и Москве (1957). На зимних Олимпийских играх в Кортина-д’Ампеццо (1956) в составе национальной сборной выиграл серебряную медаль, забив в семи играх две шайбы и сделав три результативные передачи.
По окончании карьеры игрока работал тренером в различных учебных заведениях Миннесоты. В 1966 г. занял пост тренера хоккейной команды колледжа Колорадо, однако из-за разногласий по поводу зарплаты покинул команду в 1972 г. и стал помощником тренера в клуб Военно-воздушной академии в Колорадо-Спрингс Air Force Falcons. Через два года был назначен главным тренером команды. В 1985 г., проведя с клубом одиннадцать сезонов, ушёл в отставку.
В 1991 г. был включен в Зал хоккейной славы США. В 1997 г., к 50-летнему юбилею лиги NCAA, был назван в числе лучших игроков за её историю.